# Loivre
Loivre is een gemeente in het Franse departement Marne in de regio Grand Est. De plaats maakt deel uit van het arrondissement Reims. Loivre telde op 1 januari 2022 1.438 inwoners.
In de gemeente ligt het spoorwegstation Loivre.

## Geografie
De oppervlakte van Loivre bedroeg op 1 januari 2022 10,24 vierkante kilometer; de bevolkingsdichtheid was toen 140,4 inwoners per km².

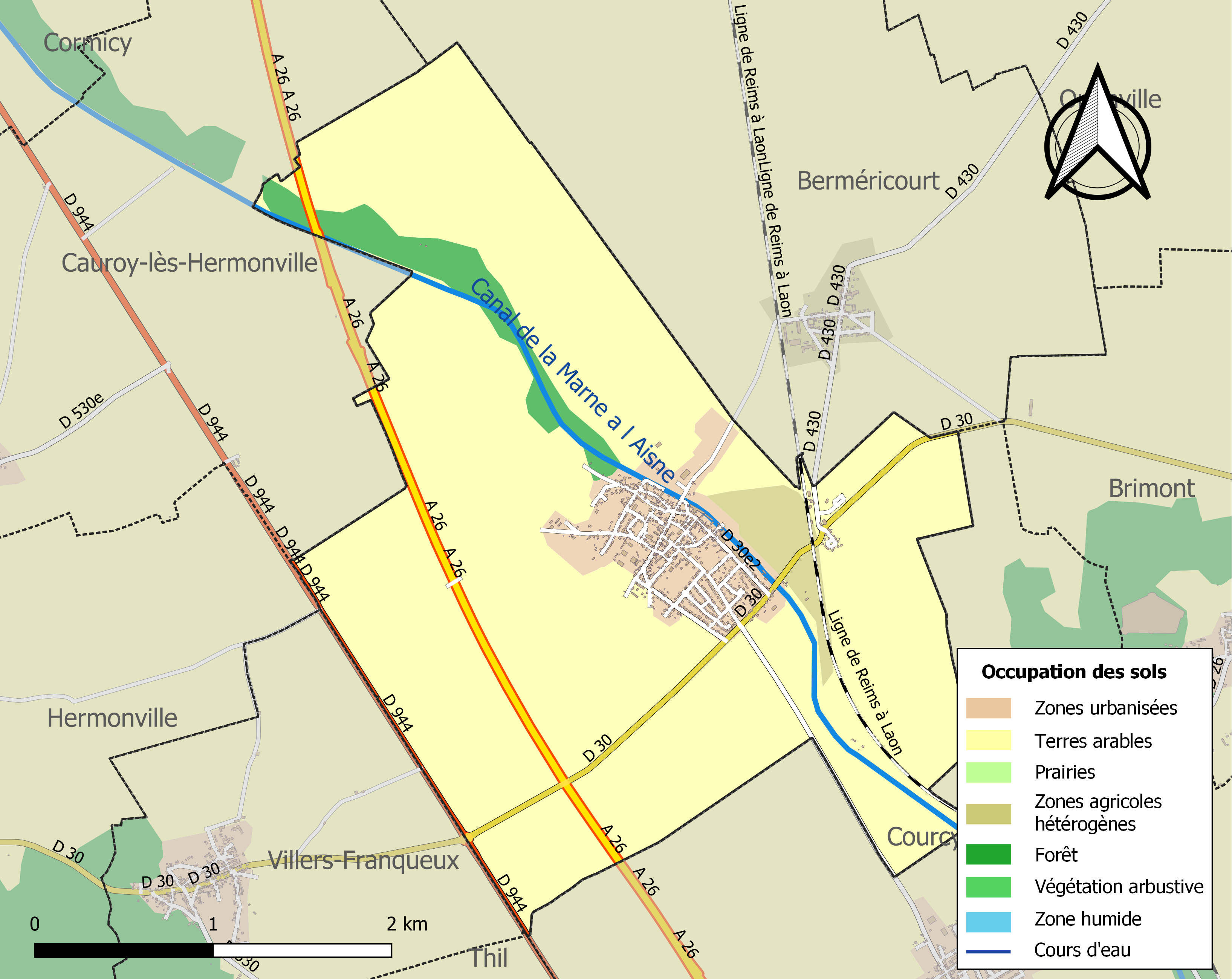
Kaart van de gemeente met de belangrijkste infrastructuur, bodemgebruik en omliggende gemeenten

## Demografie
Onderstaande figuur toont het verloop van het inwonertal, bron: INSEE-tellingen. 

- (fr)  Statistische informatie op de website van INSEE